# Epidendrum latorreorum
Epidendrum latorreorum är en orkidéart som beskrevs av Chocce, Hágsater och Stig Dalström. Epidendrum latorreorum ingår i släktet Epidendrum och familjen orkidéer. Inga underarter finns listade i Catalogue of Life.